# Морфін
Морфі́н (лат. Morphine, застарілий варіант назви — морфій) — алкалоїд маку снодійного (лат. Papaver somniferum), що належить до групи морфінанових алкалоїдів, підкласу бензилізохінолінових алкалоїдів, класу ізохінолінових алкалоїдів. Морфін міститься в молочному соку опійного маку, в якому його близько 10–20 %.

## Історія

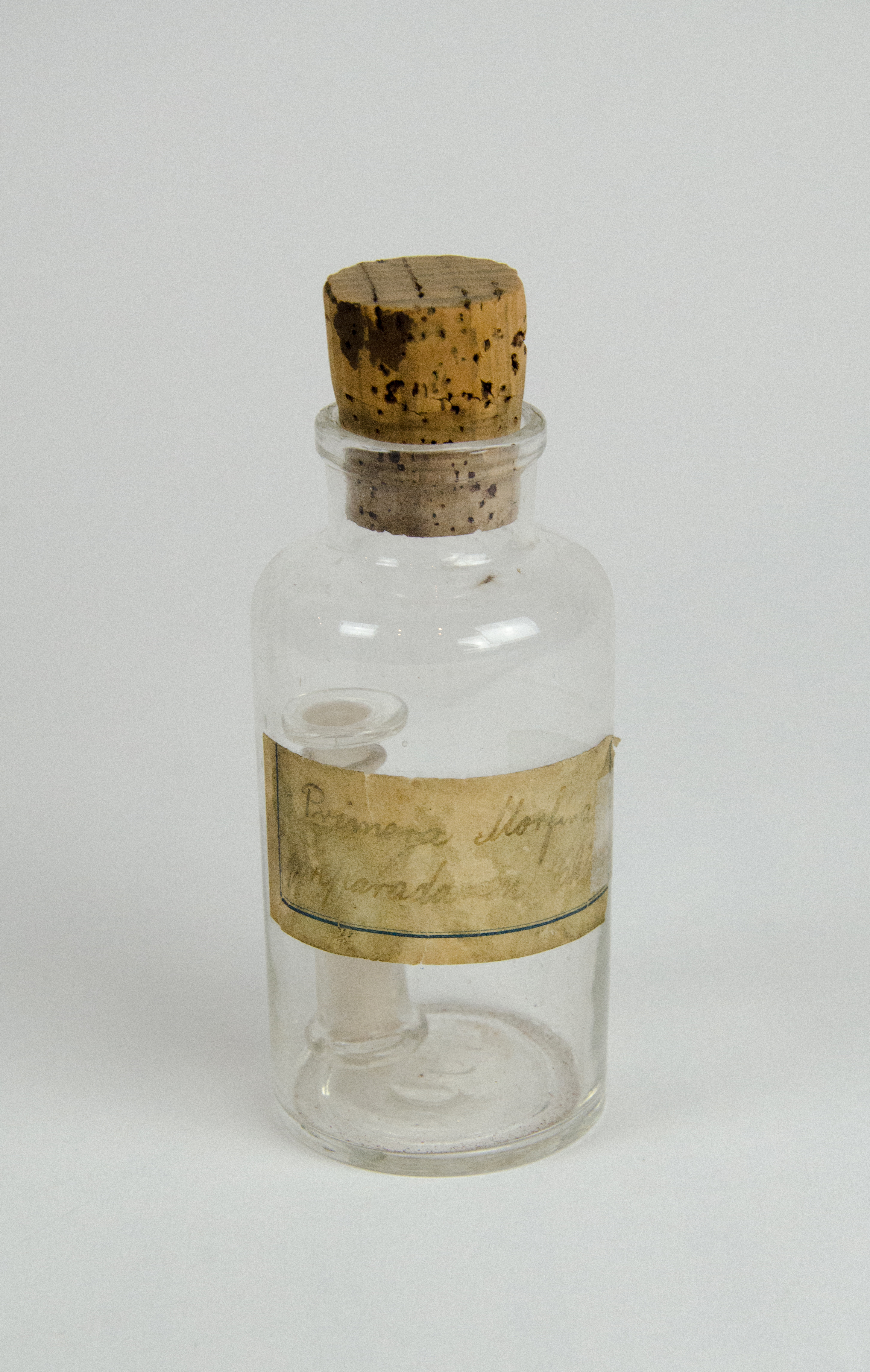
Перший синтезований морфін з колекції Музею хімії та фармації Університету Чилі.

Морфін вперше виділив з опіуму німецький фармаколог Фрідріх Зертюрнер у 1804 році. Саме Зертюрнер назвав морфін на честь бога сновидінь у давньогрецькій міфології — Морфея, сина Гіпноса, бога сну.

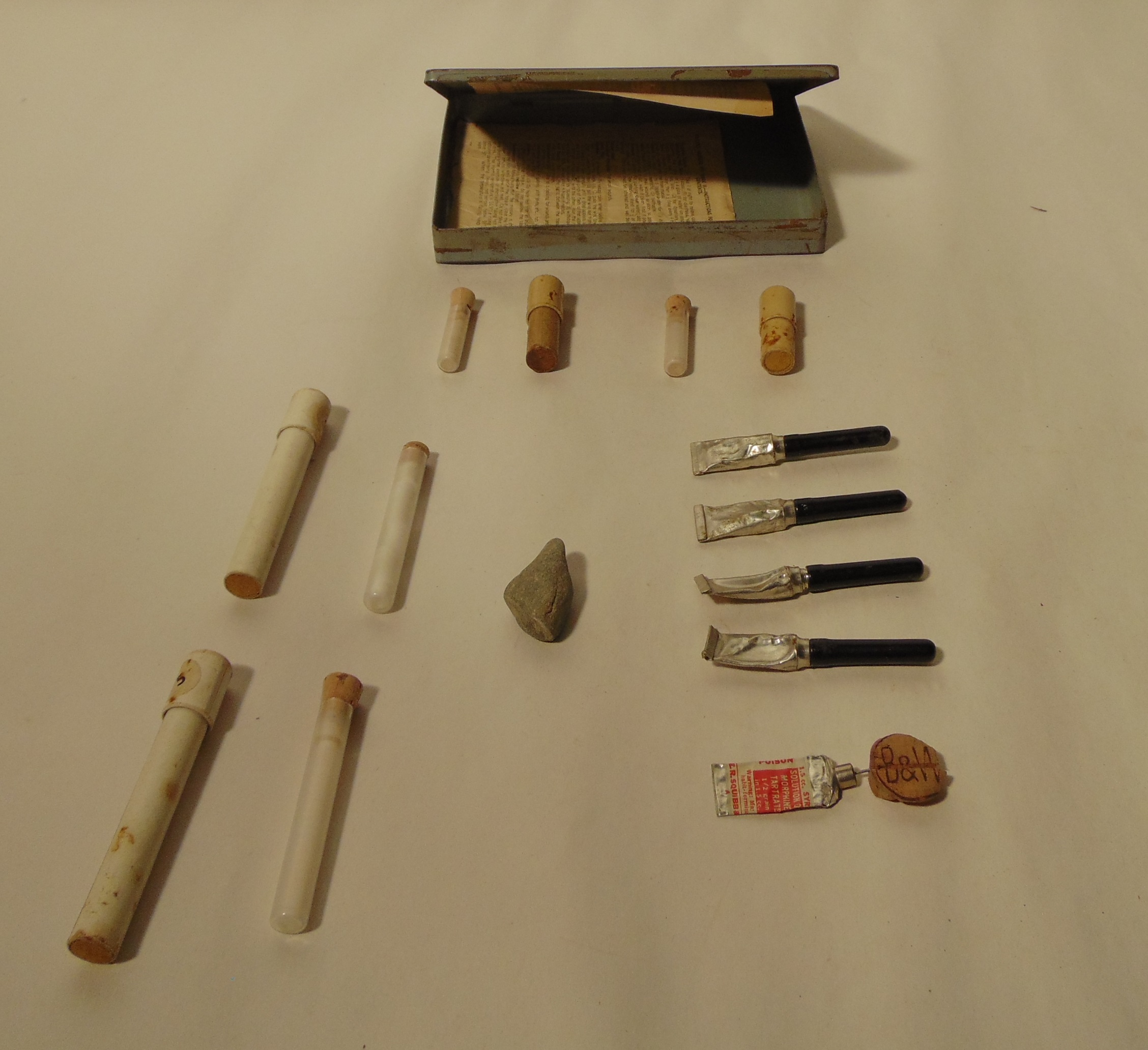
Одноразові ін'єкції морфію в металевій бляшанці; військове спорядження часів Другої світової війни. Фотографія з колекції Музею свободи, Нідерланди.

Морфін був першим алкалоїдом опіуму, отриманим у чистому вигляді. Однак широкого розповсюдження морфін набув після винайдення ін'єкційної голки в 1853 році. Його досі використовують (під суворим державним контролем) для зняття сильного болю. Широке застосування морфіну під час Американської громадянської війни в США призвело до появи «армійської хвороби» (морфінової залежності), яка залишила величезну кількість солдатів залежними від морфіну протягом десятиліть після війни. У 19 столітті Заспокійливий сироп місіс Вінслоу, який містив морфін, продавався як «чудодійний засіб» від болю при прорізуванні зубів у дітей.
У 1874 році хімік і фізик Чарльз Ромлі Елдер Райт синтезував з морфіну діацетилморфін, відомий як героїн, який набагато сильніший за морфін за своїми знеболювальними та наркотичними властивостями.

## Знаходження в природі
Морфін та інші мофінанові алкалоїди містяться в рослинах родів мак, місяцесім'янник, синоменін, стефанія, рідше - в рослинах родів коккулус, окотея, кротон та триклізія.
Основний шлях біосинтезу морфіну в рослині: L-тирозин → L-ДОФА → ретикулін → салутаридин → тебаїн → кодеїн, перетворення відбуваються під дією відповідних ферментів.
Морфін отримують із молочного соку опійного маку (опію), що виділяється при надрізуванні незрілих коробочок опійного маку; вміст морфіну в опію-сирці досягає 10–20 %, а мінімальна концентрація — близько 3 %, тоді як інші сорти маку містять менше морфіну.
Для екстракції морфіну з біологічного матеріалу використовують методи, основані на екстрагуванні водою, підкисленою сірчаною або щавлевою кислотою. Також застосовують екстрагування морфіну спиртом, підкислення щавлевою кислотою.

## Покази до застосування

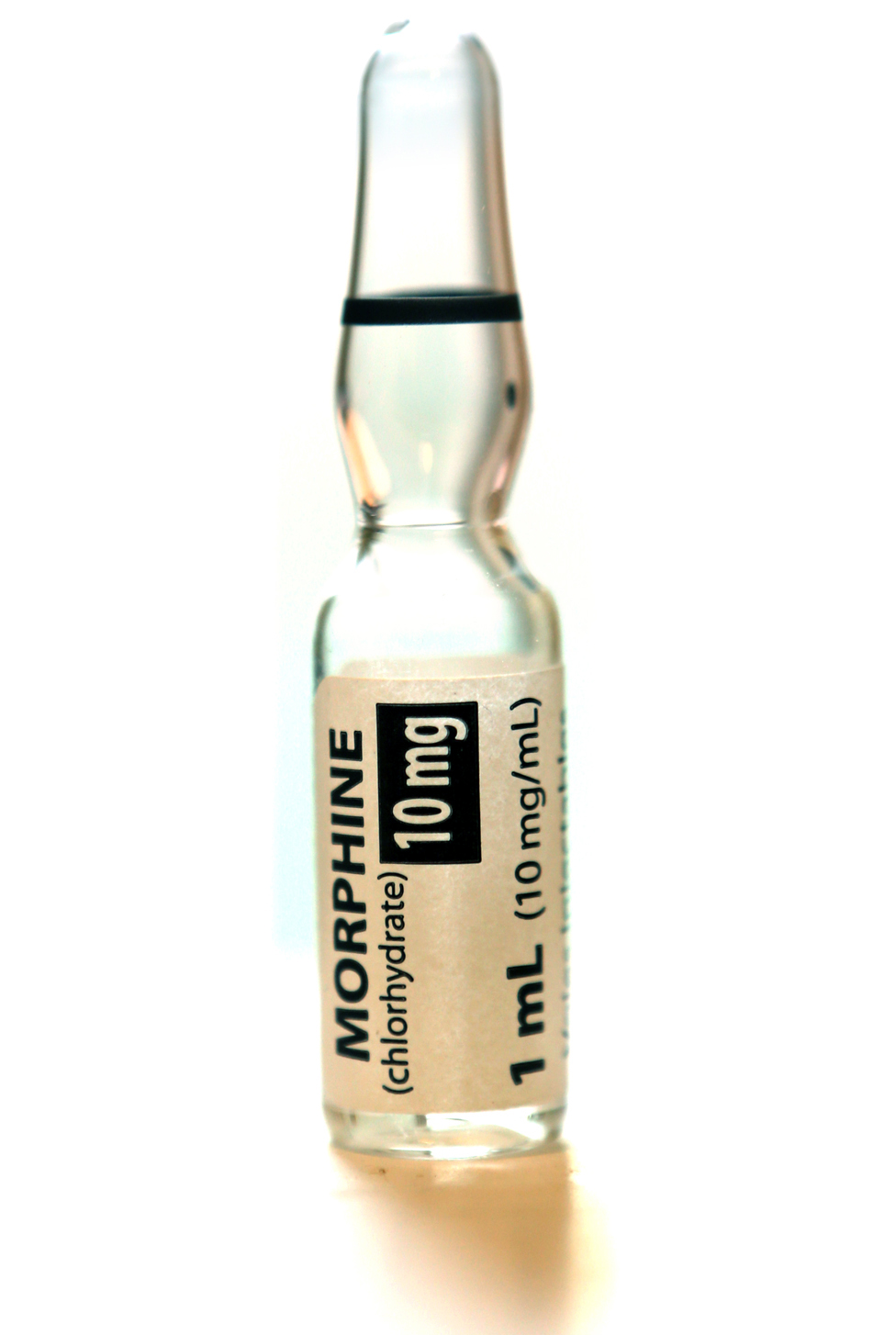
Ампула об'ємом 1 мл, що містить морфін гідрохлорид, з концентрацією 10 мг/мл.

Використовується як сильнодійне наркотичне знеболювальне для активного лікування раку, для полегшення сильного гострого болю (біль, який починається раптово, має певну причину і, як очікується, зникне, якщо усунути причину болю) та сильного хронічного болю у людей, яким не призначають інші знеболювальні засоби. Він діє, змінюючи реакцію мозку та нервової системи на біль.

## Фізико-хімічні властивості
Молекула морфіну має 5 асиметричних атомів вуглецю. Тому у морфіну є багато ізомерів, в тому числі α, β і γ-ізомери. Фізичні властивості ізомерів трохи різняться, особливо — показники оптичного обертання.
Опійний мак містить лише один стереоізомер, (-)-морфін. (+)-Морфін був отриманий в результаті синтезу і не має фармакологічних властивостей (-)-морфіну.
Розчинність:
- вода (20 °C) — 1:5000
- вода (100 °C) — 1:500
- діетиловий ефір — 1:7630
- діетиловий ефір, насичений водою — 1:10600
- бензол — 1:1600
- хлороформ — 1:1500
- етанол (20 °C) — 1:250
- етанол (100 °C) — 1:13

### Похідні морфіну, які широко застосовуються
- CAS 52-26-6 — морфіну гідрохлорид (anhydrous morphine HCl)[14], його водні розчини використовуються під назвою «морфій»
- CAS 41372-20-7 — апоморфін (apomorphine)
- CAS 6055-06-7 — морфіну гідрохлорид тригідрат (morphine HCl trihydrate)[15][16]
- CAS 561-27-3 — діацетилморфін, або героїн (diacetylmorphine)
- CAS 76-58-4 — етилморфін, або діонін (ethylmorphine)
- CAS 76-57-3 — метилморфін (methylmorphine)
- CAS 6009-81-0 — морфіну моногідрат (morphine monohydrate)[17]
- CAS 64-31-3 — морфіну сульфат (anhydrous morphine SO4)[18]
- CAS 6211-15-0 — морфіну сульфат пентагідрат[19]
- CAS 302-31-8 — морфіну тартрат (anhydrous morphine tartrate)[20]
- CAS 6032-59-3 — морфіну тартрат тригідрат (morphine tartrate trihydrate)
- 6-моноацетилморфін
- Анторфін[21]
- Бензилморфін
- Гідроморфон
- Дигідроморфін
- Норморфін

Морфін досить легко окислюється, утворюючи т. з. ψ-морфін.

### Властивості моногідрату морфіну

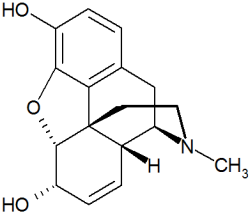
Моногідрат морфіну

Безбарвні призматичні кристали, гіркого смаку. При тривалому впливі світла морфін темніє.
Густина: 1,317 (20 °C, г/см³)
Розчинність:
- бензол (20 °C) — 1:1600
- вода (20 °C) — 1:4000 (0,03 г/100 г води)
- вода (100 °C) — 1:500
- діетиловий ефір (20 °C) — 1:10000
- хлороформ (20 °C) — 1:1500
- етанол (20 °C) — 1:250
- етанол (25 °C) — 1:160

### Фізичні властивості морфіну гідрохлориду
- Білі голчасті кристали або білий кристалічний порошок; злегка жовтіючий або сіріючий при зберіганні[22].
- Розчинний у воді (1 г — у 17,5 мл води, у 0,5 мл киплячої води), розчинний у спирті (1 г — у 52 мл, у 6 мл за 60 °C), повільно розчинний у гліцерині, нерозчинний у хлороформі та ефірі. Несумісний з лугами[22].
- Розчини стерилізують при 100 °C протягом 30 хв, для стабілізації додають 0,1 н. розчин хлористоводневої кислоти до рН 3,0-3,5.
- Оптичне обертання водного розчину -97 — -99 (2 %).

### Синтез
Перший повний синтез морфіну здійснив хімік Маршалл ДеМотт Ґейтс-молодший у 1952 році (цей синтез складається з 31 етапу) і залишається широко використовуваним прикладом загального синтезу. Цей метод синтезу морфіну є одним з перших прикладів реакції Дільса-Альдера в контексті повного синтезу.
Повідомлялося про численні інші синтези, зокрема, дослідницькими групами Райса, Еванса, Фукса, Паркера, Овермана, Мюльцера-Траунера, Уайта, Табера, Троста, Фукуями, Гійоу та Сторка. Через стереохімічну складність цієї поліциклічної речовини і, як наслідок, складність синтезу, Майкл Фрімантл висловив думку, що дуже малоймовірно, що хімічний синтез може бути достатньо економічно ефективним, щоб конкурувати з вартістю виробництва морфіну з опійного маку. У 1973 році було оголошено, що команда з Національного інституту охорони здоров'я США розробила метод повного синтезу морфіну, кодеїну і тебаїну, використовуючи кам'яновугільну смолу як вихідний матеріал.
З початку 1990-х років синтез алкалоїду морфіну продовжував вдосконалюватися, і хіміки нарешті досягли задовільного загального синтезу, але мають намір вдосконалювати його далі.

## Дія та метаболізм
Морфін має низьку (50 %) біодоступність при ентеральному прийманні.
При внутрішньовенному введенні морфін інтенсивно поглинається тканинами, протягом 10 хвилин після внутрішньовенного введення 96–98 % морфіну зникає із системного кровотоку.
Пік концентрації при внутрішньом'язовому введенні спостерігається через 7–20 хвилин.
У фармакологічному відношенні морфін є повним агоністом мю-опіоїдних рецепторів, діючи на обидва їх підтипи.
Агоністичний вплив морфіну на опіатні рецептори супроводжується зниженням рівня свідомості, відчуттям тепла, сонливістю і ейфорією (у деяких осіб при первинному введенні препарату розвивається дисфорія).
Метаболіти морфіну виводяться в основному нирками, невеликою мірою — з жовчю. Період напіввиведення морфіну складає в середньому 1,9 годин (у толерантних осіб цей показник може змінюватися). До 8 % введеної дози виділяється у незміненому вигляді. За 8 год виводиться 80 % введеної дози морфіну, за 24 год — 64-90 %, через 72-100 год у сечі визначають лише сліди морфіну.
Симптоми відміни можуть початися вже через 6 годин після прийому останньої дози. Фізичні симптоми, схожі на симптоми грипу, зазвичай тривають 3-5 днів, тоді як психологічні симптоми, відомі як постгостра абстиненція (включаючи тривогу, нездатність відчувати задоволення, депресію, дратівливість, перепади настрою, зниження енергії, погану концентрацію, безсоння і стрес) тривають довше, а деякі можуть не зникати тижнями.

## Метаболізм та метаболіти
Найважливіші метаморфози морфіну, що відбуваються в організмі людини, включають глюкуронізацію 3-ОН фенольної групи та 6-ОН спиртової групи з утворенням морфіну 3-ОН-β-D-глюкуроніду (M3G) (60%) та морфіну 6-O-β-D-глюкуроніду (M6G) (10%), які відбуваються в мікросомах печінки; 3-глюкуронізація переважає над 6-глюкуронізацією для природного (-)-морфіну, тоді як для неприродного (+)-морфіну відбувається зворотна реакція. Основним шляхом метаболізму морфіну є глюкуронізація, що каталізується ферментами УДФ-глюкуронозилтрансферазою (UGT), які поділяються на чотири родини (UGT1, 2, 3 і 8). Здатність до глюкуронування морфіну варіює між людьми, і поліморфізми UGT2B7 є можливою причиною цієї варіації. Основний метаболіт морфіну, морфін-3-глюкуронід (M3G), є аналгетично неактивним, антагонізує морфін і викликає стимулюючі ефекти, такі як міоклонус, судоми та алодинія. З іншого боку, мінорний метаболіт, морфін-6-глюкуронід (M6G), має більш знеболювальні властивості, ніж морфін. Більша частина знеболювального ефекту при лікуванні морфіном пов'язана з метаболітом M6G, а не з самим морфіном; крім того, M6G менш пригнічує дихання.

## Токсикологія

### Морфінізм
Морфінова наркоманія (морфінізм) з'явилася незабаром після того, як був винайдений метод застосування морфію шляхом підшкірного впорскування. Томас де Квінсі залишив есе «Сповідь англійського пожирача опіуму» (1821), в якому детально описав, як розвивається морфінова наркотична залежність. Наприкінці XIX століття німецькі солдати і офіцери, що поверталися з франко-пруської війни 1870—1871 року виявлялися морфіністами чи не в половині випадків. Багато солдатів в умовах воєнних дій кололи собі морфін, який став у той час доступним і модним стимулюючим і заспокійливим засобом. У 1879 році в одній з робіт з'явився опис хвороби, що отримала назву «солдатської». Водночас майже будь-які хвороби в американській армії лікували опієм.
На початку XX століття багато лікарів ставали морфіністами. У лікарському середовищі існувала думка, що лікар, який розуміє згубність морфінізму, здатний за необхідності самостійно застосувати морфій для себе, уникаючи згубної пристрасті завдяки інформованості. Практика показала, що думка ця була помилковою. Михайло Булгаков (автор оповідання «Морфій») деякий час був морфіністом, проте повністю вилікувався від наркоманії завдяки самовідданій допомозі своєї першої дружини. Лев Толстой в «Анні Кареніній» описує, як головна героїня пристрастилася до морфіну після того, як його вперше застосували до неї для полегшення болю при других пологах.
Чимало творчих особистостей скочувалися в пастку морфінізму. Так, Едіт Піаф у кінці життя була змушена вдаватися до ін'єкцій навіть під час своїх виступів. До числа жертв морфію можна віднести Володимира Висоцького.

### Гостра токсичність морфіну
Летальна доза морфіну для деяких способів введення[джерело?]
| Тварина | Спосіб введення | LD50 мг/кг |
| Пацюки  | внутрішньо      | 270        |
|         | внутрішньовенно | 46         |
| Миші    | внутрішньо      | 670        |
|         | внутрішньовенно | 200        |
| Собаки  | внутрішньовенно | 316        |

### Дії при отруєнні морфіном
При отруєнні морфіном використовують антагоністи опіоїдних рецепторів, зокрема — налорфін (агоніст-антагоніст) і налоксон (антагоніст). Завдяки конкуренції за рецептори, налорфін зменшує прояви всіх ефектів морфіну — ейфорію, нудоту, запаморочення, відновлює нормальне дихання.

### Летальна доза
Летальна доза морфіну для дорослого становить 0,1-0,5 г. При морфінізмі смертельна доза може зростати до 3-4 г внаслідок розвитку звикання.

## Виявлення морфіну
Реакції з реактивами групового осадження алкалоїдів.
Морфін дає осад з реактивами групового осадження алкалоїдів (реактиви Бушарда, Драгендорфа, Маєра, Зонненшейна та ін.)
Кольорові реакції. Морфін дає реакції з концентрованою азотною кислотою (криваво-червоне, що переходить в оранжево-жовте). З реактивом Ердмана (концентрована сірчана кислота з концентрованою азотною кислотою) дає червоно-жовте забарвлення. З реактивом Фреда (концентрована сірчана кислота з молібденовою кислотою) дає фіолетове забарвлення. З реактивом Манделіна (концентрована сірчана кислота з ванадієвою кислотою) дає фіолетове забарвлення. З реактивом Марки (концентрована сірчана кислота і формальдегід) дає фіолетове забарвлення.
Реакція Пелагрі.
При нагріванні морфіну з концентрованими соляною та сірчаною кислотами він перетворюється на апоморфін, який дає позитивну реакцію Пелагрі. Виконання реакції Пелагрі на морфін дещо відрізняється від способу виконання цієї реакції на апоморфін. При виконанні реакції Пелагрі на морфін і кодеїн їх переводять до апоморфіну шляхом нагрівання з концентрованими соляною та сірчаною кислотами, а потім додають решту реактивів, необхідних для протікання цієї реакції.
Виконання реакції. У пробірку вносять кілька крапель хлороформної витяжки, яку випарюють насухо. До сухого залишку додають 1-2 краплі концентрованої соляної кислоти. Після розчинення сухого залишку в цій кислоті в пробірку вносять 1-2 краплі концентрованої сірчаної кислоти і суміш нагрівають на водяній бані до повного випаровування соляної кислоти. Після цього рідину ще нагрівають протягом 15 хв, потім охолоджують і додають 2-3 мл води. Якщо при цьому утворюється осад, то його розчиняють у кількох мілілітрах розведеної соляної кислоти. Отриманий розчин нейтралізують 10%-м розчином карбонату натрію і додають 2-3 краплі спиртового розчину йоду. При цьому з'являється зелене забарвлення. Після додавання 0,5-1,0 мл діетилового ефіру та збовтування водний шар зберігає зелене забарвлення, а ефірний набуває пурпурово-червоного. Надлишок йоду заважає цій реакції, так як його забарвлення маскує забарвлення кінцевого продукту реакції. У реакцію Пелагрі дають і інші речовини (кодеїн, етілморфін, діацетіл морфін, апоморфін та ін.)
Реакція з хлоридом заліза (III). У порцелянову чашку вносять кілька крапель хлороформної витяжки, яку при кімнатній температурі випарюють насухо. До сухого залишку додають 1-2 краплі свіжоприготовленого 2%-го розчину хлориду заліза (III). При наявності морфіну з'являється синє забарвлення.
Реакція з йодноватною кислотою (HIO3). При збовтуванні розчину морфіну, слабо підкисленою сірчаною кислотою, з розчином йодноватної кислоти або розчином йодату калію (KIO3), що не містить йодидів, виділяється вільний йод, який при збовтуванні з хлороформом переходить в хлороформний шар, фарбуючи його у фіолетовий колір.
У цю реакцію дають і деякі домішки, які переходять в хлороформну витяжку при виділенні морфіну з біологічного матеріалу. Тому реакцію з HIO3 можна застосувати для виявлення морфіну в препараті і сумішах лікарських речовин, а також у добре очищених витяжках з біологічного матеріалу.
Реакція з гексаціаноферратом (III) калію і хлоридом заліза (III). Ця реакція заснована на тому, що гексаціаноферат (III) калію окисляє морфін і перетворюється на гексаціаноферат (II) калію, який взаємодіє з хлоридом заліза (III). При цьому утворюється берлінська лазур, що має синє забарвлення. Реакцію з гексаціанофератом (III) калію виконують так: до водного розчину досліджуваної речовини додають кілька крапель суміші розчинів гексаціаноферата (III) калію і хлориду заліза (III). При наявності морфіну з'являється синє забарвлення або такого ж кольору осад.
Цю реакцію дають і деякі домішки, які з біологічного матеріалу переходять у алкалоідні витяжки. Тому реакцію з гексаціанофератом (III) калію застосовують для виявлення морфіну в лікарських сумішах і в добре очищених витяжках з біологічного матеріалу.
Метод хроматографії.
На лінію старту на хроматографічній пластинці наносять 1-2 краплі хлороформної витяжки. Правіше на відстані 2-3 см на лінію старту наносять краплю розчину «свідка» (0,01%-й розчин морфіну в хлороформі). Плями на платівці підсушують на повітрі. Потім пластинку вносять в камеру для хроматографування, насичену парами розчинників (ефір, ацетон, 25%-ий аміак у співвідношенні 40:20:2). Камеру щільно закривають кришкою. Після того, як система розчинників підніметься на 10 см вище лінії старту, пластинку виймають з камери, підсушують на повітрі і обприскують реактивом Драгендорфа, модифікованим по Муньє.
При наявності морфіну плями цього алкалоїду на хроматографічній пластинці набувають рожево-бурого забарвлення (Rf = 0,18 ± 0,01).
Виявлення морфіну за УФ-та ІЧ-спектрами. Розчин морфіну в етиловому спирті має максимум поглинання при 287 нм. У 0,1 н. розчині гідроксиду натрію максимуми поглинання морфіну спостерігаються при довжинах хвиль, рівних 250 і 296 нм. У 0,1 н. розчині сірчаної кислоти морфін має максимум поглинання при 284 нм. Водні розчини гідрохлориду та сульфату морфіну мають максимум поглинання при 285 нм.
В ІЧ-області спектру основа морфіну (диск з бромідом калію) має основні піки при 805, 1243, 1448, і 945 см−1.

### Фотоколориметричний метод визначення морфіну
Для фотоколориметричного визначення морфіну застосовують метод, заснований на реакції цього алкалоїду з кремне-молібденовою кислотою, в результаті якої виникає синє забарвлення (за В. П. Крамаренко).
Техніка визначення. У мірну колбу місткістю 25 мл вносять 3 мл 0,11%-го розчину силікату калію K2SiO3, 4 мл води, 2 мл 0,5 н. розчину соляної кислоти і 2 мл 5%-го розчину молібдату амонію. Через 3 хв додають 2 мл досліджуваного розчину і 5 мл 6%-го розчину аміаку. Через 10 хв об'єм рідини доводять водою до мітки і вимірюють оптичну щільність пофарбованого в синій колір розчину за допомогою фотоелектроколориметрії ФЕК-М (світлофільтр червоний, кювету 3 мм). Як розчин порівняння беруть суміш, що складається з 3 мл 0,11%-го розчину силікату калію, 2 мл 0,5 н. розчину соляної кислоти, 2 мл 5%-го розчину молібдату амонію, 5 мл 6%-го розчину аміаку і 13 мл. води.
Розрахунок утримання морфіну в пробах проводять за калібрувальним графіком. Для побудови калібрувального графіка в 6 мірних колб місткістю по 25 мл кожна вносять по 3 мл 0,11%-го розчину силікату калію, 4 мл води, 2 мл 0,5 н. розчину соляної кислоти і 2 мл 5%-го розчину молібдати амонію. Через 3 хв у колби вносять відповідно по 0,1; 0,5; 0,8; 1,0; 1,5 і 2,0 мл стандартного розчину (в 1 мл стандартного розчину міститься 2 мг гідрохлориду морфіну), а далі надходять, як зазначено вище.
Цей метод дозволяє визначати від 0,2 до 4 мг морфіну в пробі.

## Законодавче регулювання. Зберігання та правила відпуску

### Відпуск та застосування в різних країнах
- В Англії — Class A відповідно до Misuse of Drugs Act 1971[en].
- У США — en: Schedule II відповідно до Controlled Substances Act[en].
- У Канаді — en: Schedule I відповідно до Controlled Drugs and Substances Act[en].
- В Австралії — en: Schedule 8 згідно з Schedule 8[en] відповідно Therapeutic Goods Act 1989 (2003).[50]
- У міжнародному обороті морфін належить до першого списку єдиної конвенції про наркотичні засоби.[51]

## Судово-медична експертиза
Причинами проведення судово-медичної експертизи можуть бути гострі отруєння та морфінізм. Гострі отруєння морфіном можливі при передозуванні, з метою самогубства або при помилковому введенні замість іншого лікарського засобу.
У разі отруєння морфіном при судово-медичному дослідженні трупа спостерігаються розлиті рясні трупні плями синюшно-червоного кольору, звуження зіниць (може і не зберігатися), ціаноз слизових оболонок. При аутопсії виявляють венозне повнокров'я внутрішніх органів; гістологічно відзначаються ознаки циркуляторних розладів, зокрема субсерозні крововиливи і ознаки повнокров'я.

## Виявлення морфіну в біологічному матеріалі
Морфін не руйнується в тканинах і органах протягом тривалого часу. При судово-хімічному дослідженні його можна виявити за кілька місяців після поховання. Для судово-хімічного аналізу використовують кров і сечу, а також шлунок, частини тонкого кишечника з вмістом, тканини печінки, селезінки, нирки, легень, головного та спинного мозку.
Якісне виявлення морфіну в біологічному матеріалі проводять за допомогою деяких реактивів, для яких характерні кольорові реакції при взаємодії з морфіном: реактив Марки (для алкалоїдів опію, розчин формальдегіду в концентрованій сірчаній кислоті); реактив Манделіна (розчин ванадата натрію в концентрованій сірчаній кислоті).
Реактив Марки утворює червоно-фіолетове забарвлення в присутності морфіну, цією реакцією можна виявити до 0,05 мкг речовини в пробі. Реактив Манделіна дає фіолетове або блідо-рожеве забарвлення.
Щоб відрізнити морфін від кодеїну та інших подібних йому алкалоїдів (за винятком героїну) використовують хлорид окисного заліза. При наявності морфіну в нейтральному розчині при додаванні цього реактиву розчин забарвлюється синім.
Кількісне визначення морфіну, проводять з допомогою колориметрії.